# Последний танец (фильм, 1996)
«Последний танец» (англ. Last Dance) — кинофильм режиссёра Брюса Бересфорда.
Теглайн фильма: «Порой правосудие — преступление» (Sometimes justice is a crime) Съемки картины проходили с 9 марта по 19 мая 1995 года в Нэшвилле.

## Сюжет
Синди Лиггетт — убийца, приговорена к смертной казни. Но её молодой адвокат из комиссии по помилованию Рик Хэйс старается спасти от исполнения приговора. Между адвокатом и заключённой завязываются близкие отношения. Это первое дело Хэйса, юноши из богатой семьи, долгое время путешествовавшего по всему миру после окончания института. На новой работе все относятся к нему как к баловню судьбы, но видя его желание доказать свою профессиональную пригодность, дают ему это безнадёжное дело для проверки, и оно становится для него чрезвычайно принципиальным. Молодой человек внимательно его изучает, встречается с родственниками и знакомыми погибших и заключённой, обходит пороги всех инстанций, добираясь до самых верхов и пытаясь доказать, что за 12 лет с момента совершения преступления Синди стала другим человеком и добиться пересмотра приговора и его замены пожизненным заключением. Но везде его ждёт стена непонимания. Родственники погибших не готовы простить даже спустя долгие годы, чиновникам происходящее мало интересно.

## В ролях
- Шэрон Стоун — Синди Лиггетт
- Роб Морроу — Рик Хэйс
- Рэнди Куэйд — Сэм Бёрнс
- Питер Галлахер — Джон Хэйс
- Джейн Брук — Джилл
- Джек Томпсон — губернатор
- Пемела Тайсон — Линда
- Скит Ульрих — Билли
- Дон Харви — Даг
- Дайэн Селлерс — Реджи
- Патриция Френч — Фрэнсис
- Дэйв Хэйгер — детектив Волло
- Кристин Кэттелл — Луиза
- Пег Аллен — Хелен
- Дайэна Тэйлор — Этта
- Джон Каннингем — Уильям Макгир
- Ральф Уилкокс — Райс
- Кен Дженкинс — Леверти
- Элизабет Омилами — офицер Малкей
- Чарльз Даттон — Джон Генри Риз (в титрах не указан)